# Stichopogon salinus
Stichopogon salinus là một loài ruồi trong họ Asilidae. Stichopogon salinus được Melander miêu tả năm 1924. Loài này phân bố ở vùng Tân Bắc giới.